# Spalding
För andra betydelser, se Spalding (olika betydelser).
Spalding är en stad i distriktet South Holland, i grevskapet Lincolnshire, i England. Orten har 28 722 invånare (2013). Staden nämndes i Domedagsboken (Domesday Book) år 1086, och kallades då Spallinge.